# Эпштейн, Кирилл Константинович
Кири́лл Константи́нович Эпште́йн (род. 30 июля 1971, Дзержинск, Горьковская область) — с июля 2017 года Генеральный директор компании РМ-Терекс, г. Москва, одной из ведущих машиностроительных компаний России, специализирующаяся на производстве строительно-дорожной техники. 
В 1993 году закончил металлургический факультет Нижегородского государственного технического университета, в 2002 году — социально-экономический факультет того же вуза. Сразу после окончания вуза в 1993 году начал работать на ГАЗе мастером. С 1993 года по 2003 год был старшим мастером, начальником участка металлургического производства, заместителем начальника цеха по производству, начальником литейного цеха № 4 кузнечно-литейного производства, начальником отдела технического контроля литейного производства ОАО «ГАЗ». С 2003 года по 2005 год занимал должность заместителя директора департамента по перспективным разработкам Департамента сбыта запасных частей ООО «РусАвтоГАЗ». В 2005—2007 годах — заместитель директора Департамента сбыта запасных частей, первый заместитель директора Департамента сбыта запасных частей торгового дома «Русские машины». 2007—2008 годы — первый заместитель директора Дирекции по продажам автокомпонентов и машиностроительной продукции ООО «Коммерческие автомобили — Группа ГАЗ». С 2008 года является Директором Дивизиона «Автокомпоненты» Группы ГАЗ, объединяющего все заготовительные и механо-обработочные производства Горьковского автозавода. В октябре 2010 года избран депутатом городской думы Нижнего Новгорода.
C 2021 - генеральный директор Группы РПМ, директор дивизиона "Путевая техника" холдинга "Синара - Транспортные Машины" (входит в Группу Синара).